# Kinderhaus (Münster)
Kinderhaus ist ein Wohnbereich (Stadtteil) von Münster und liegt ca. 4 km nördlich des Stadtzentrums. Es gehört neben den Stadtteilen Coerde und Sprakel zum Stadtbezirk Nord. Mit seinen 16.277 Einwohnern (Stand 31. Dezember 2023) dient Kinderhaus vornehmlich als Wohnort, obwohl sich auch einige Dienstleistungsunternehmen hier angesiedelt haben.

## Geographische Lage

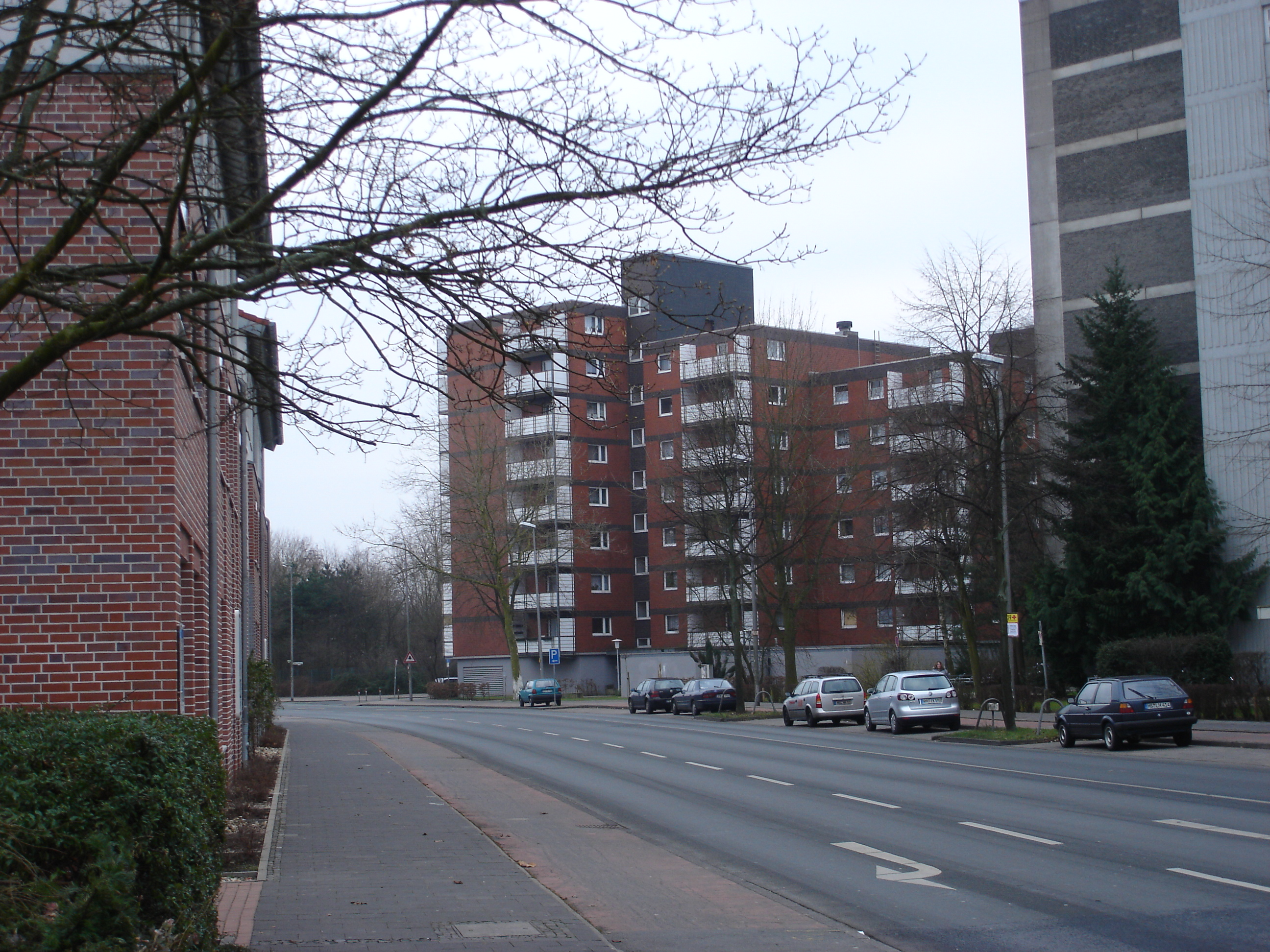
Am Burloh

### Grenzen des Stadtteils
Kinderhaus liegt zu beiden Seiten der L 587 (Grevener Straße, ehemals B 219) nördlich des Münsteraner Stadtzentrums und schließt fast direkt an letzteres an. Im Westen verläuft die Grenze entlang der B 54 und L 510 (Steinfurter Straße) bis zur Autobahn A1 und dann in nördlicher Richtung bis zum Waldstück Bergbusch. Von dort verläuft sie in einem langgezogenen Bogen in Richtung Osten am Gut Kinderhaus vorbei zur Bahnstrecke Münster–Enschede und folgt ihr in südöstlicher Richtung zum Bahnhof Münster-Zentrum Nord.

### Gliederung

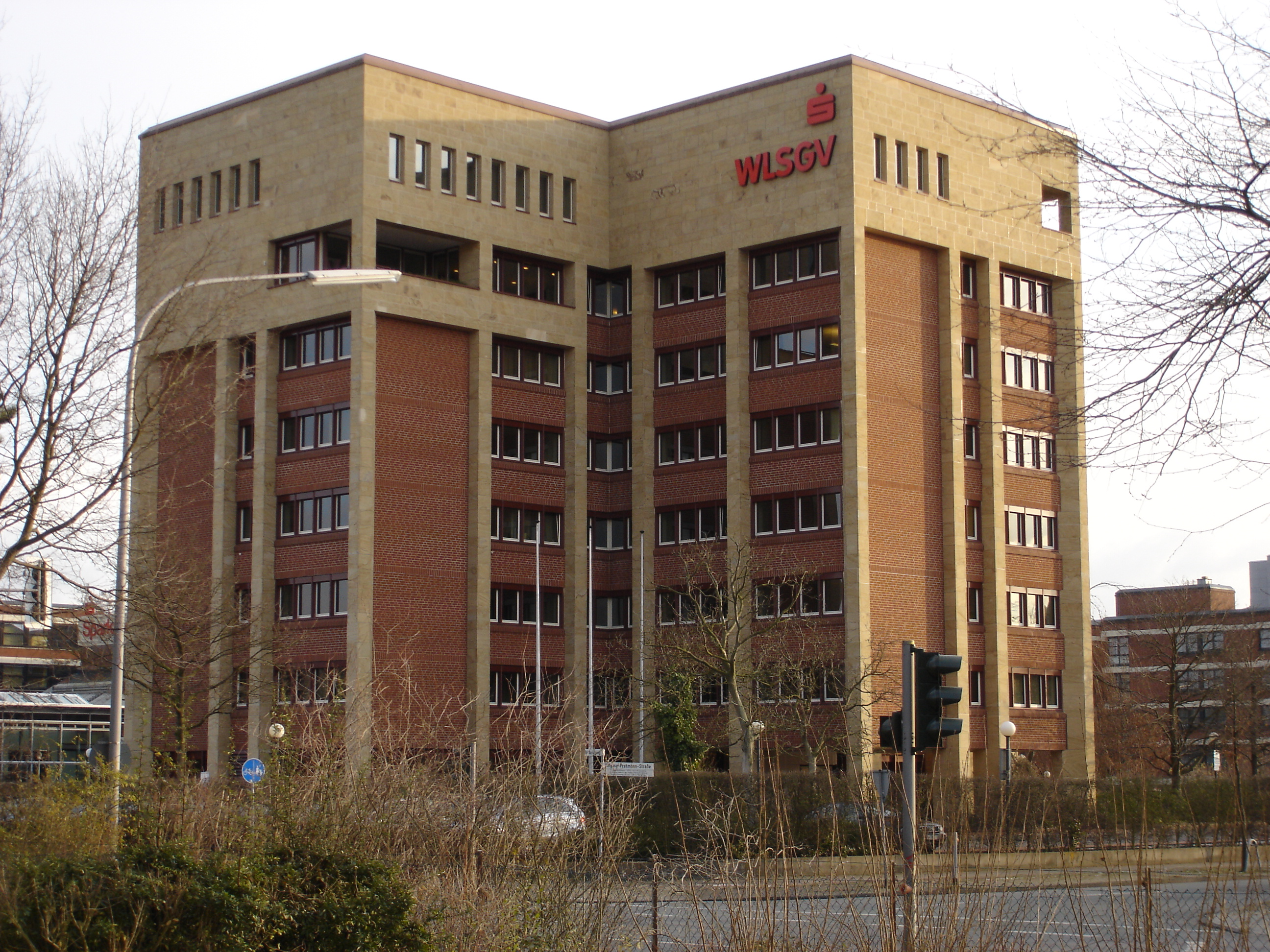
Die Zentrale des Sparkassenverbandes Westfalen-Lippe.

Aufgegliedert ist Kinderhaus in vier Unterzentren:
- Kinderhaus-Zentrum, dem eigentlichen Zentrum von Kinderhaus mit den Einkaufszentren und Sitz der Bezirksverwaltung für den Stadtbezirk Nord, welches vom Kinderbach durchflossen wird.
- Brüningheide, eine im Rahmen des sozialen Wohnungsbaus entstandene Großwohnsiedlung mit dichter Wohnbebauung und entsprechend hohen Mietshäusern. Dieser Teil von Kinderhaus gilt auch als sozialer Brennpunkt.
- Bröderichweg auf der östlichen Seite der L 587 mit leichter und mittlerer Wohnbebauung und Sitz diverser Dienstleistungsunternehmen und einiger Schulen in Trägerschaft des Landschaftsverband Westfalen-Lippe.
- Wilkinghege, zu dem auch das namengebende Wasserschloss Wilkinghege gehört, beginnt weiter südlich von Brüningheide. Zusammen mit der Westhoffstraße verbindet die Straße Wilkinghege die Grevener (L 587) mit der Steinfurter Straße (B 54). Wilkinghege endet an der Grenze des Golfplatzes Wilkinghege.

## Geschichte

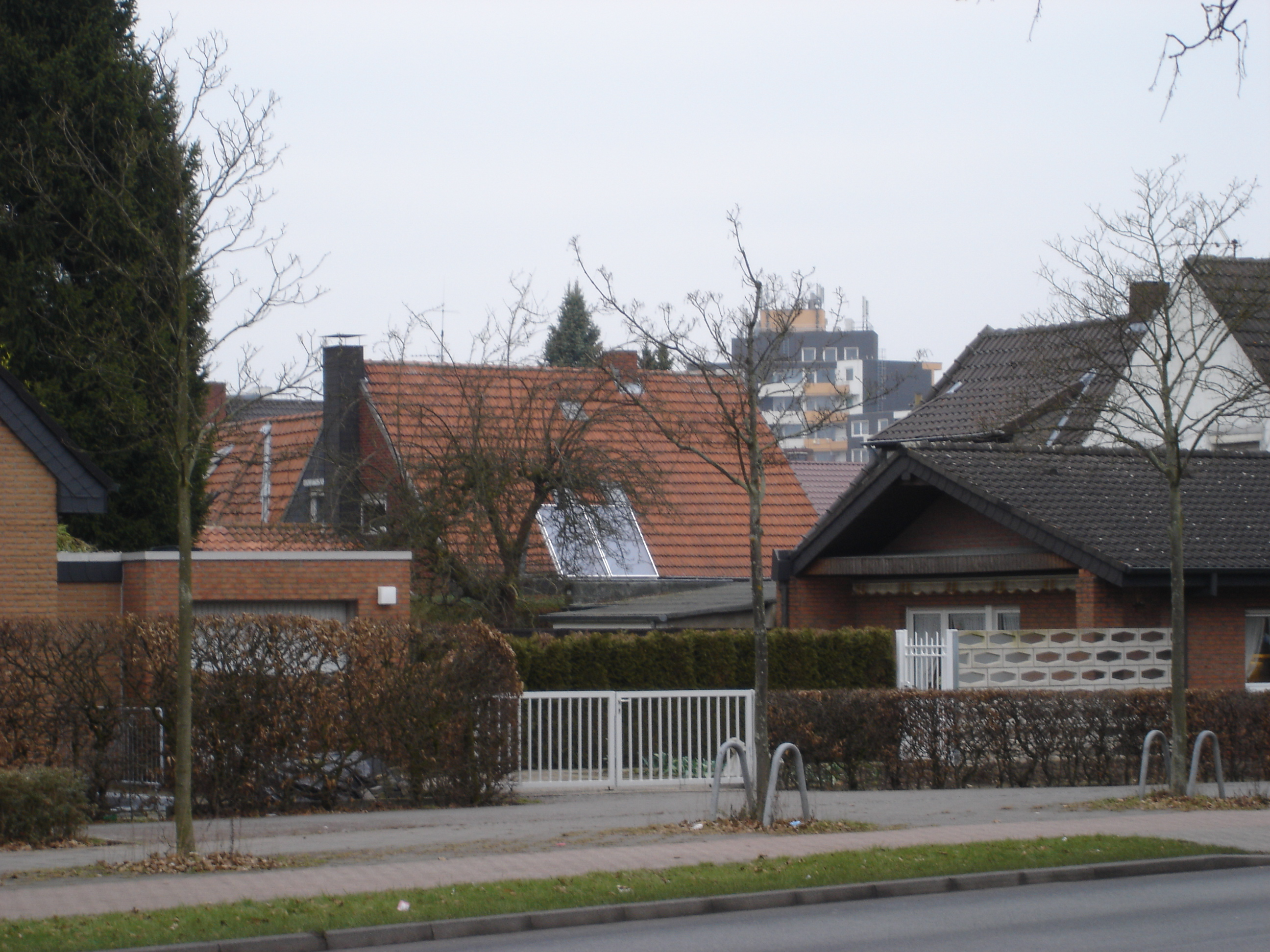
Im Vordergrund einzelne Wohnhäuser, im Hintergrund ein Wohnhochhaus in der Brüningheide

Kinderhaus wurde um 1333 gegründet und befand sich zu dieser Zeit noch weit vor den Toren Münsters. Name leitet sich vom Namen eines Heims für Leprakranke ab, das der „kinderen hus“ genannt wurde. Außer diesem Heim, das inzwischen das Lepra- und Heimatmuseum beherbergt, existierten bis zu Beginn des 19. Jahrhunderts in Kinderhaus nur eine Kirche und wenige Bauernhöfe.
Im Jahre 1903 wurde Kinderhaus in Münster eingemeindet und erfährt seitdem ein stetiges Wachstum. Zunächst verdichtete sich die Besiedlung entlang der B 219, bevor Mitte der 1970er-Jahre mit Brüningheide ein dicht besiedeltes Wohngebiet mit Wohnkomplexen bis zu zwölf Stockwerken entstand. 1984 wurde das Hauptzentrum von Kinderhaus rund um den Idenbrockplatz (benannt nach der gleichnamigen Siedlung bzw. dem Hof Ydenbrocke aus dem 14. Jahrhundert) erstellt. Hier sind seitdem diverse Geschäfte, die Bücherei, ein Hallenbad und die Bezirksverwaltung ansässig.
Seit den 1990er Jahren verläuft die Entwicklung von Kinderhaus nach Süden, in Richtung des Stadtzentrums von Münster. In südwestlicher Richtung entstand ein weiteres Wohnviertel mit leichter Wohnbebauung. In südöstlicher Richtung im Uppenberg-Viertel siedelten sich diverse Dienstleistungsunternehmen an.

## Statistik
Strukturdaten der Bevölkerung in Kinderhaus am 31. Dezember 2020:

### Kinderhaus-West
- Bevölkerungsanteil der unter 20-Jährigen: 21,5 % (Münsteraner Durchschnitt: 17,4 %)[5]
- Bevölkerungsanteil der mindestens 60-Jährigen: 29,3 % (Münsteraner Durchschnitt 23,5 %)[6]
- Ausländeranteil: 19,8 % (Münsteraner Durchschnitt: 10,9 %)[7]

### Kinderhaus-Ost
- Bevölkerungsanteil der unter 20-Jährigen: 19,1 % (Münsteraner Durchschnitt: 17,4 %)[8]
- Bevölkerungsanteil der mindestens 60-Jährigen: 26,0 % (Münsteraner Durchschnitt 23,5 %)[9]
- Ausländeranteil: 14,4 % (Münsteraner Durchschnitt: 10,9 %)[10]

## Verkehr

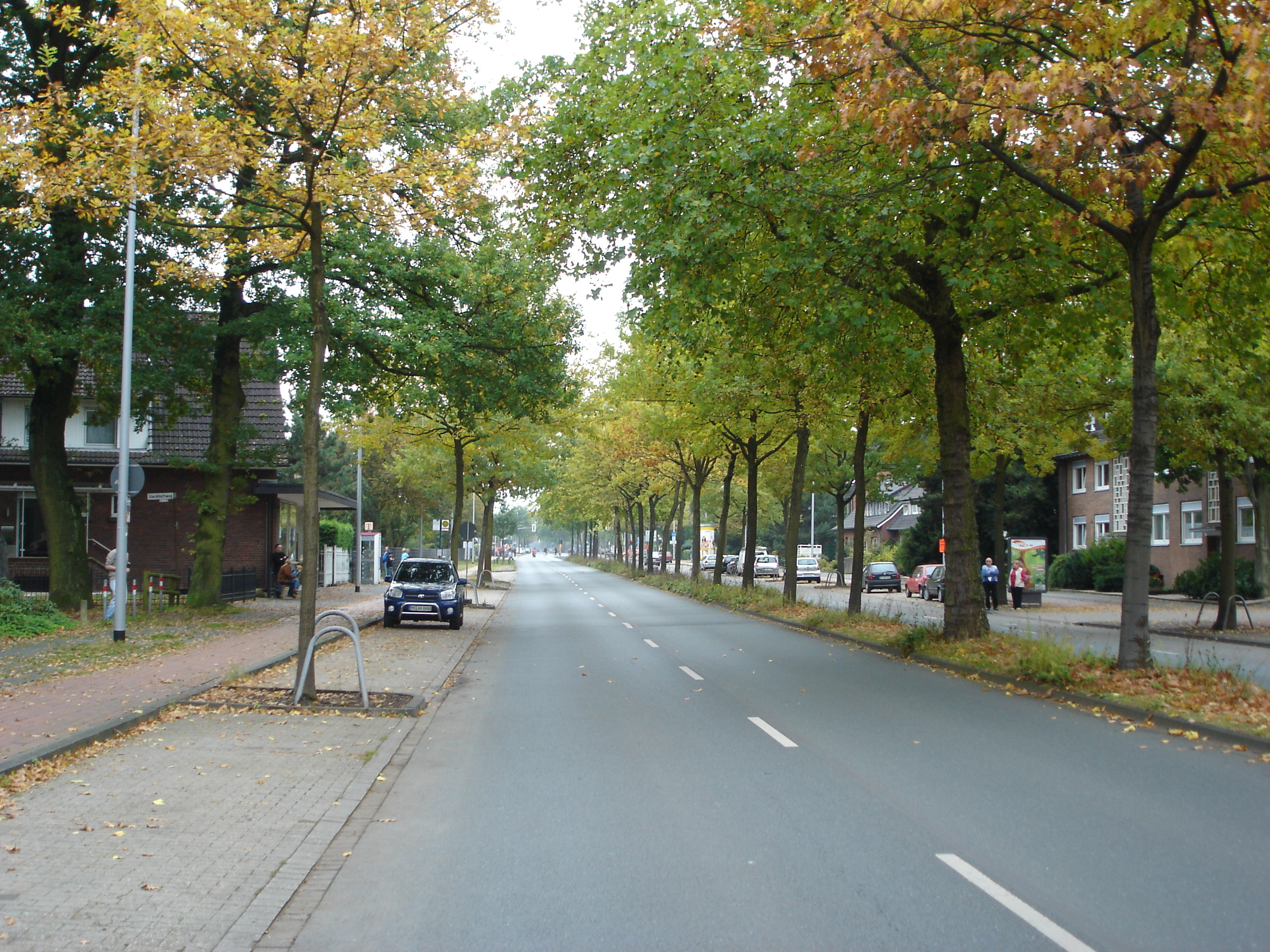
Die B 219 in Richtung Stadtzentrum

Kinderhaus besitzt Anschluss an die B 54 und über das Kreuz Münster-Nord eine schnelle Verbindung zur Autobahn A1. Folgt man der B 54 weiter in nordwestlicher Richtung, so erreicht man nach circa 70 km und einer Stunde Fahrtzeit mit dem Pkw Enschede in den Niederlanden. Durch Kinderhaus selbst führt die B 219 (in Kinderhaus Grevener Straße), über die man einerseits in circa 10 Minuten das Stadtzentrum von Münster erreicht sowie in Richtung Norden nach circa 30 Minuten den Flughafen Münster/Osnabrück, der in der gleichen Zeit auch über die Autobahn A1 erreichbar ist.
Nicht weit entfernt, aber bereits zum Innenstadtgebiet gehörend, ist auch der Bahnhof Münster Zentrum-Nord. Mit Regionalbahnen bestehen hier Verbindungen nach Enschede, Gronau, Rheine, Dortmund, Coesfeld sowie zum Hauptbahnhof Münster.

Vom 30. September 1875 bis zum 29. Mai 1987 war der Ort über den Haltepunkt Kinderhaus ⊙ an der Strecke von Münster nach Gronau, der heutigen Bahnstrecke Münster–Enschede, zu erreichen. Er lag an der Kreuzung der B 219. Seit dem Rückbau der Anlage im Jahr 1990 existiert nur noch das Dienstgebäude, das sich heute in Privatbesitz befindet. Das Schild des Haltepunkts ging nach Rücksprache mit der Deutschen Bahn in den Besitz der Bürgervereinigung Kinderhaus über und ist seitdem im Heimatmuseum Kinderhaus zu sehen.

## Sehenswürdigkeiten
- Kath. Pfarrkirche St. Josef

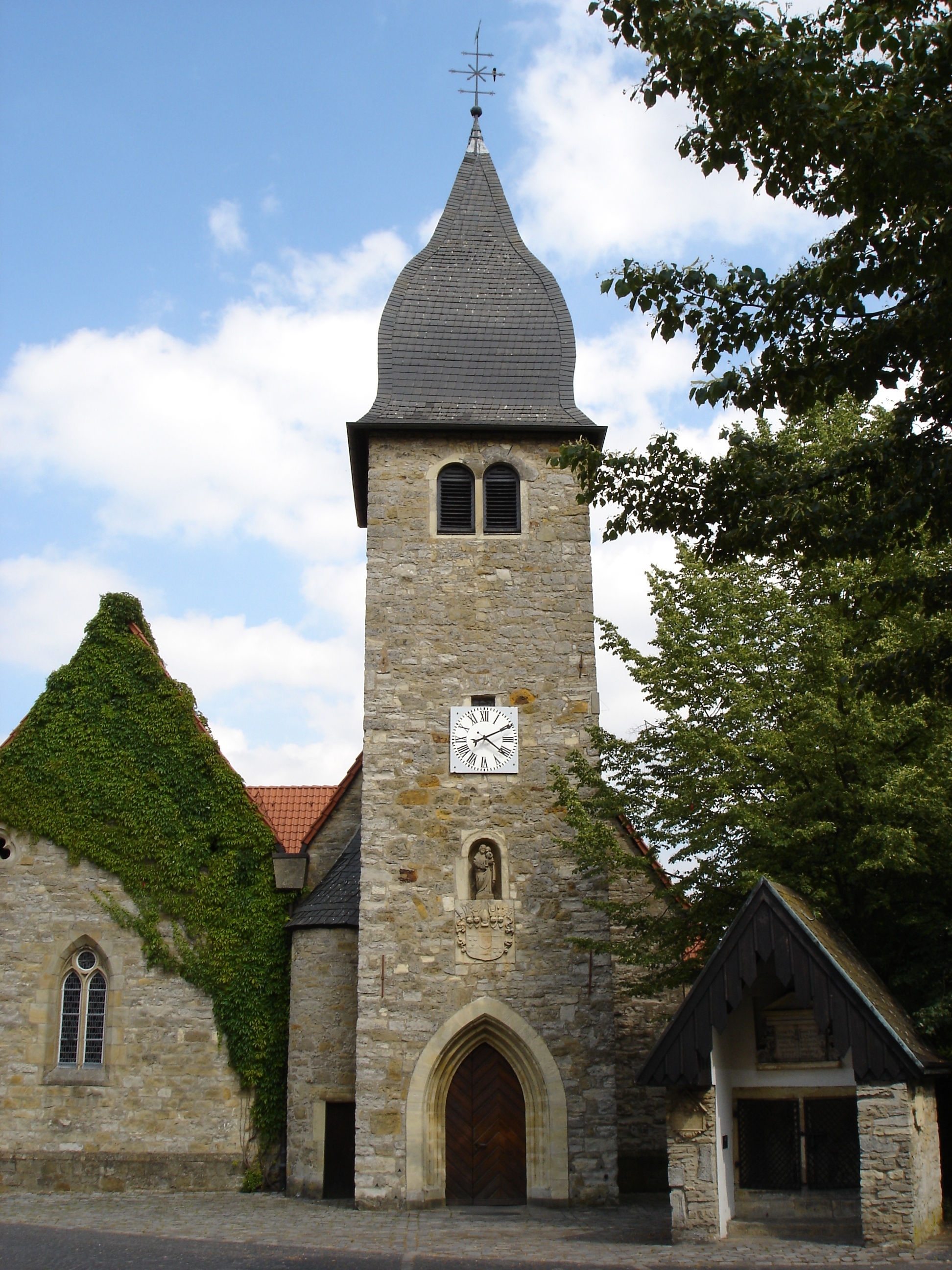
Kath. Pfarrkirche St. Josef

- Wasserschloss Wilkinghege aus dem Jahr 1311, jetzt als Hotel genutzt
- Heimatmuseum Kinderhaus,[12] mit einer großen Sammlung von Devotionalien[13]
- Lepramuseum[14] (Lepramuseum und Heimatmuseum befinden sich im selben Gebäude)
- Kinderhauser Waldschule aus dem Jahr 1673, vermutlich das älteste Schulgebäude Deutschlands, in dem noch unterrichtet wird.
- Max-Clemens-Kanal an der nördlichen Grenze von Kinderhaus
- Gut Kinderhaus
- Veranstaltung Kunst trifft Kohl
- Veranstaltung Kunst am Rand

## Sport
Der Verein SC Westfalia Kinderhaus stieg mit seiner Tischtennismannschaft der Herren innerhalb von elf Jahren zehnmal bis in die 2. Bundesliga auf.